# Cessna 120 / 140
Los Cessna 120, 140 y 140A son aviones ligeros biplaza monomotores de propósito general de rueda de cola. Su producción comenzó en 1946, justo después de la Segunda Guerra Mundial, y finalizó en 1950, siendo sucedidos por el Cessna 150. En los cinco años de fabricación, Cessna vendió más de 7000 unidades de estos modelos.

## Diseño y desarrollo
El prototipo del Cessna Model 120, que realizó su primer vuelo el 28 de junio de 1945, representó un esfuerzo de la compañía por ganar una parcela del mercado de aviones ligeros privados del período de posguerra.
Se trataba de un monoplano con cabina cerrada biplaza, con un ala alta arriostrada mediante soportes, que encabezó una serie de desarrollos cuya producción finalizó a mediados de los años 80.
La estructura era totalmente metálica, a excepción de las alas, recubiertas en tela; el tren de aterrizaje, fijo con rueda de cola, introducía ruedas principales cantilever con muelles de acero; la cabina cerrada contaba con doble mando estándar en las dos plazas dispuestas lado a lado. La planta motriz consistía en un motor Continental de 85 hp, una potencia comparativamente superior a la de los aparatos de la competencia.
El Model 120 básico se complementó con un Modelo 140 "de lujo", que incorporó, como características estándar, flaps de borde de fuga de accionamiento manual, ventanillas adicionales en la cabina y un sistema eléctrico completo.
En el año 1950, cuando acabó la producción, se habían construido un total de más de 2200 Model 120 y 5000 Model 140. 

### Cessna 140A

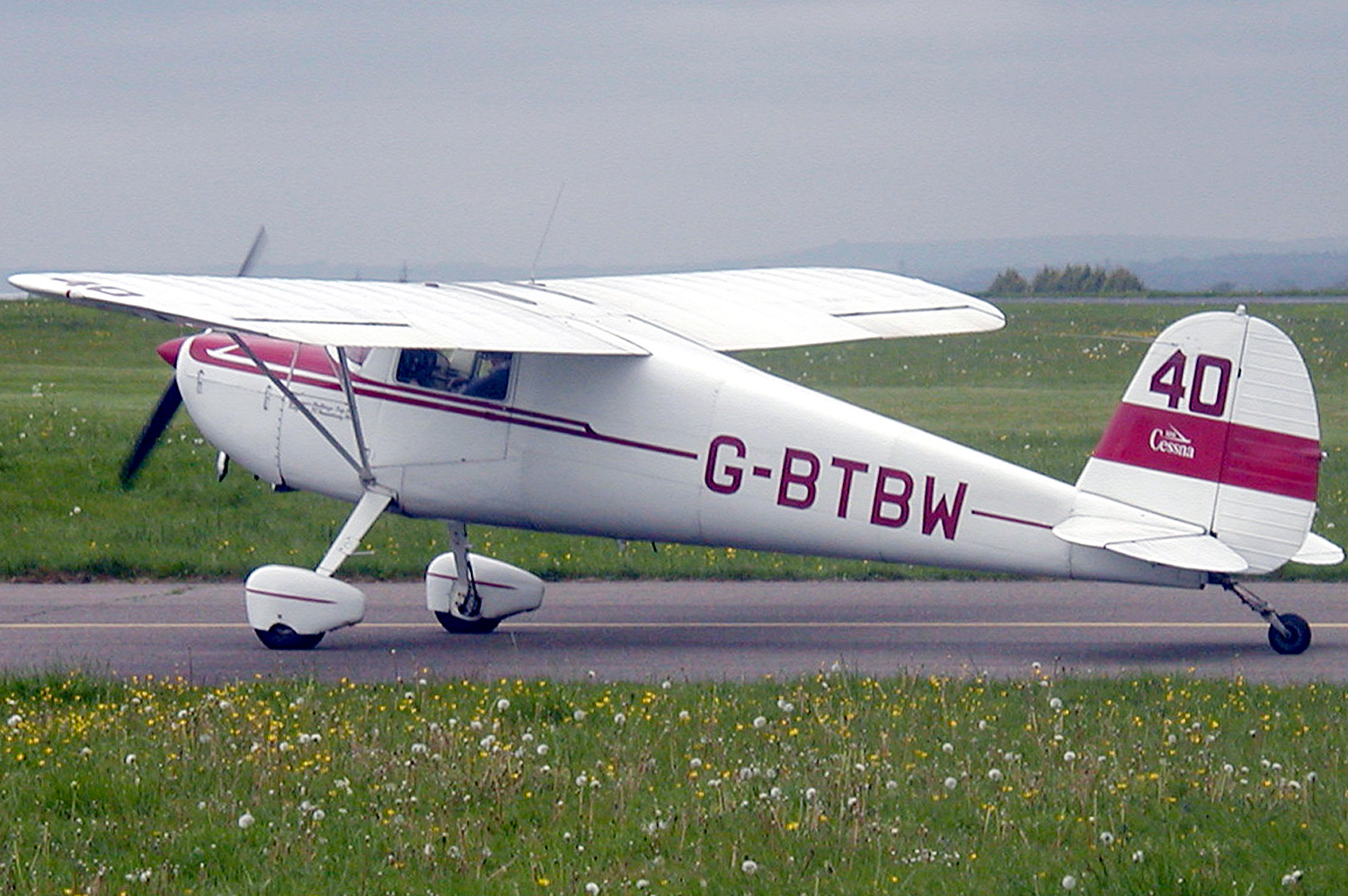
Cessna 120 de 1947.

La variante final del Cessna 140 fue el 140A, propulsado por un motor Continental C-90 que desarrolla 67 kW (90 hp) y con alas revestidas de aluminio.

### Cessna 120
El Cessna 120 era una versión económica del 140 fabricada a la vez y pensada para el mercado de los aviones de entrenamiento. Montaba el mismo motor que el 140, pero sin flaps. Las ventanas laterales y el sistema eléctrico de cabina (radios, luces, batería y starter) eran opcionales.

### Modificaciones
Las modificaciones más comunes de los Cessna 120 y 140 incluían:
- Alas "metalizadas" en las que la tela era reemplazada por chapa de aluminio, de modo que ya no era necesario cambiar el recubrimiento de forma periódica.
- Extensores del tren de aterrizaje para reducir la tendencia del aparato a cabecear durante las fuertes frenadas.
- Instalación de ventanas laterales en la parte trasera de la cabina de los 120 por consejo de algunos pilotos, que consideraban escasa la visibilidad en la parte trasera del aparato.
- Instalación del sistema eléctrico en los 120, permitiendo el montaje de aviónica más sofisticada y luces para vuelo nocturno.

## Operadores
Guatemala
- Fuerza Aérea Guatemalteca[1]

 Nicaragua
- Fuerza Aérea del Ejército de Nicaragua[2]

## Especificaciones (Cessna 140)

### Características generales
- Tripulación: Dos (piloto y copiloto)
- Longitud: 6,4 m (21 ft)
- Envergadura: 10 m (32,8 ft)
- Altura: 1,9 m (6,3 ft)
- Superficie alar: 14,8 m² (159,5 ft²)
- Peso vacío: 408 kg (899,2 lb)
- Peso máximo al despegue: 680 kg (1498,7 lb)
- Planta motriz: 1× Continental C-85-12F motor bóxer de cuatro cilindros refrigerado por aire.
  - Potencia: 63 kW (87 HP; 86 CV)
- Hélices: 1× bipala de paso fijo por motor.

### Rendimiento
- Velocidad máxima operativa (Vno): 193 km/h (120 MPH; 104 kt)
- Velocidad crucero (Vc): 169 km/h (105 MPH; 91 kt)
- Alcance: 724 km (391 nmi; 450 mi) (al 50% de potencia)
- Alcance en combate: km
- Techo de vuelo: 4725 m (15 502 ft)
- Régimen de ascenso: 3,8 m/s (750 ft/min)

## Aeronaves relacionadas

### Desarrollos relacionados
- Cessna 150
- Cessna 170

### Aeronaves similares
- Fleet Canuck
- Aeronca Chief
- ERCO Ercoupe
- Luscombe 8
- Taylorcraft B
- Piper Vagabond